# Karl Preisendanz
Karl Preisendanz, né le 22 juillet 1883 à Ellmendingen (village fusionné actuellement avec Keltern) et décédé le 26 avril 1968 à Heidelberg, est un philologue classique, papyrologue, paléographe et bibliothécaire allemand.

## Biographie
Karl Preisendanz commença par étudier la philologie classique, la germanistique et la philosophie aux universités d'Heidelberg et de Munich.
Après avoir été promu docteur, à Heidelberg en 1906, il commença par enseigner dans un gymnase. À côté de son travail d'enseignant il se faisait la main en publiant des traductions d'auteurs grecs et latins. En 1904 alors qu'il était encore un étudiant de 21 ans il publia une anthologie de poésies lyriques allemandes imitées des poètes grecs. Après cela suivirent quatre volumes de Platon en allemand et un choix de textes de Sénèque également mis en allemand.
Il reçut un congé pour pouvoir se consacrer à son travail de paléographe de 1910 à 1914. Il se consacra particulièrement à l'étude des manuscrits de l'Anthologie palatine dont il fit une édition fac-simile. Il devint en 1913 l'administrateur du cabinet des manuscrits de la Bibliothèque du land de Bade. Il se positionna ainsi parmi les figures éminentes de la papyrologie.
Lors des années sombres de la prise de pouvoir du national socialisme, il continua sa carrière et accepta même, en 1934, d'être nommé directeur de la Bibliothèque du land de Bade en remplacement de Ferdinand Rieser (de) exclu par les lois raciales. C'est durant ces années noires qu'il fonda en 1939 à Heidelberg l'Institut de Paléographie.
Il avait été professeur titulaire à l'université de Heidelberg à partir de 1917 et admis à l'honorariat en 1937.
En 1945 il fut déchargé par les troupes d'occupation américaines de l'accusation d'avoir été un profiteur du régime national socialiste et il put continuer sa carrière scientifique, mais en 1947 il fut stigmatisé en tant que suiveur opportuniste du régime nazi.
Il fut néanmoins admis à nouveau en 1949 comme conseiller-bibliothécaire et directeur du cabinet des manuscrits.
Il fut mis à la retraite en 1951 mais continua ses activités scientifiques.
Karl Preisendanz est une figure marquante du domaine de l'Altertumswissenschaft en tant qu'éditeur d'un grand nombre de manuscrits et papyrus de grande importance.
Son œuvre marquante est la publication de 1928 à 1931 des Papyri Graecae magicae, qu'il accompagna d'une traduction. Cette édition fut continuée et améliorée après sa mort (seconde édition augmentée et améliorée de 1973-1974 et rééditée anastatiquement en 2001).
Il s'intéressait également à la littérature allemande contemporaine et il prépara la première édition complète des œuvres d'Emanuel von Bodman (éditions Reclam, 1951-1960). Il publia également les lettres de la Palatine (Liselotte von der Pfalz. Briefe, Insel Verlag, à partir de 1941)

## Source
- (de) Cet article est partiellement ou en totalité issu de l’article de Wikipédia en allemand intitulé « Karl Preisendanz » (voir la liste des auteurs).